# Fujiwara no Tadazane
Fujiwara no Tadazane va ser un noble de la cort des del final del període Heian fins al final del període. El fill gran del regent del clan Fujiwara del Nord, Fujiwara no Michimichi. Els seus rangs oficials eren el Primer Grau Júnior, el Regent, el Canceller, el Gran Ministre i el Tercer Príncep Júnior. Autor del diari "Tenreki".

## Biografia
Període Shirakawa Insei

Va néixer l'any 1078 com el fill gran del regent, Michimichi, i Masashi, filla del primer ministre d'estat provisional, Fujiwara no Toshiie, del llinatge Yorimune. No obstant això, Michimichi es va casar amb Nobuko (la filla de Fujiwara no Tsunesuke), que era filla adoptiva de Fujiwara no Nobunaga (fill de Norimichi), com a esposa legal i es va divorciar de la seva mare, Masashi. Això va marcar el final d'un conflicte de llarga durada dins del clan Fujiwara entre les dues escoles de regents, Yorimichi i Norimichi. No obstant això, Masashi mai va oblidar el rancor i es diu que va fer un retrat del seu pare, Toshiie, que el va adorar, maleint Moromichi. Tot i que Tadazane respectava la seva mare, Masako, es va negar a donar suport a la seva sogra, Nobuko, la qual cosa la va portar a caure en dificultats econòmiques tals que es va burlar d'ella com una "captaire".
El capítol final de la seqüela de "Eiga Monogatari" (Volum 40, "Murasakino") conclou amb Tadazane, que s'havia convertit en Chunagon als 15 anys, acollint el Festival Kasuga al Santuari Kasuga Taisha de Nara i tornant a Kyoto, i acaba amb la sensació d'esperar que la família regent tornaria a augmentar la prosperitat sota el lideratge de Tadazan. No obstant això, en realitat, quan el seu pare, Michimichi, va morir sobtadament en la plenitud de la seva vida laboral l'any 1099, Gon Dainagon Tadazane tenia 22 anys, significativament més jove que el seu besavi, Yorimichi, que tenia 26 anys i la persona més jove que es va convertir en regent (i, a més, Yorimichi va estar sota l'autoritat i tutela del seu pare durant anys), a més, encara no havia estat nomenat ministre, per la qual cosa no va ser nomenat com a regent i va romandre com a naikan.
A més, el seu avi, Michizane, que ja s'havia jubilat, ja no tenia els recursos per donar suport a Tadazane. No obstant això, hi va haver exemples en el passat de fins i tot que els Nairan exercien un poder real a l'igual del dels regents, com ara Fujiwara no Tokihira i Michinaga, i Tadazane encara tenia possibilitats de redempció. L'incident fatal va ocórrer l'any 1102 quan l'emperador Shirakawa va intentar acomiadar l'oncle de Tadazane, Kakushin, el gran sacerdot del temple Kofuku-ji, per no controlar correctament les masses. {nota 1} Com a resultat d'aquesta sèrie d'esdeveniments, la família Sekkan es va trobar completament a mercè del clan Insei, i Tadazane va dedicar la seva vida a perseguir el seu somni de restaurar la família a la glòria.
La primera esposa de Tadazane va ser la filla de Minamoto no Toshifusa, Ninshi, però el matrimoni es va dissoldre quan el nen va morir jove. La seva dona posterior, la filla de Minamoto no Akifusa, Shishi, era vuit anys més gran que Tadazane i ja havia donat a llum el fill de l'emperador Shirakawa, el príncep Kakuho. Segons l'Imakagami, Tadazane, que es va enamorar de Shishi a primera vista, va demanar a la seva àvia Reiko {nota 2} que li l'entregués de l'Emperador.
El 1100, esdevingué el ministre de la Dreta, i el 1105, fou nomenat regent de l'emperador Horikawa. En 1107, la crisi més gran per Tadazane i els régents es va produir amb l'ascens de l'emperador Toba al tron. Fujiwara no Kinzane, que havia treballat dur per garantir l'accés al tron de l'emperador Toba, va buscar la posició de regent perquè era parent de l'emperador per matrimoni {Nota 3} L'emperador Shirakawa també va vacil·lar durant un temps, però les seves esperances van ser rebutjades a causa de l'oposició del vet de la Cort Imperial, Minamoto no Toshiaki, i Tadazane amb prou feines va poder mantenir la seva posició de regent. No obstant això, en comparació amb la línia Mido de Tadazane, la línia Kan'in de Kinzane tenia menys nobles de la cort i no heretava els coneixements històrics necessaris per a un regent. A més, l'emperador retirat no podia entrar al Palau Imperial segons els costums de l'època.
A la cerimònia d'Any Nou de 1108 (el tercer any de l'era Kasho), molts dels vassalls propers de l'emperador claustre van ser nomenats governadors de la província de Tajima, la "primera província", malgrat que Taira Masamori era del "grau més baix". El 1113, va tornar a ser regent, però la seva posició va romandre feble, i durant la petició d'Eikyu va intentar persuadir al temple Kofuku-ji com a cap del clan Fujiwara, però va continuar fent errors, com quan el samurai de la guàrdia del nord que va anar a defensar el temple es va enfrontar amb els Kyfuku-ji en un assassinat de sang. En un intent de resoldre la situació, van establir mansions en diverses regions perquè els regents i els enviats reconstruïssin la seva base econòmica, però això va aixecar l'atenció de l'emperador retirat i l'expansió de les cases es va limitar.
Al voltant d'aquesta època, l'emperador de clausura va parlar d'un matrimoni entre el seu fill gran, Tadamichi, i la filla de Fujiwara no Kinzane, Shoshi, però el compromís es va cancel·lar a causa dels rumors sobre el comportament de Shoshi i l'antipatia de Tadazane pel llinatge Kan'in. Al voltant de la mateixa època, Tadazane va ser encoratjat per l'emperador del claustre perquè la seva filla, Isamu, es casés amb l'emperador Toba, però ell es va negar fermament. No obstant això, l'any 1117, Shoshi esdevé la consort de l'emperador Toba. Sorpresa per això, i amb els desitjos de l'emperador Toba també, Tadazane va començar a treballar perquè Isamu entrés a la Cort Imperial el 1120. No obstant això, l'emperador de clausura estava furiós perquè Tadazane pogués entrar de nou a la Cort Imperial a petició de l'emperador Toba després que ella havia rebutjat la invitació prèviament, i per això immediatament va aturar la inspecció de Tadazane (la crisi política del primer any de Hoan). El Nairan era l'encarregat de revisar els documents que havien de ser presentats a l'Emperador, i ser desposseït d'aquesta posició equivalia en realitat a ser acomiadat com a Kanpaku. Quan Nakamikado Munetada es va precipitar al seu costat en estat de xoc, en Tadazane simplement li va dir: "La meva sort s'ha acabat" (Chuu -u-ki). En aquesta època, l'emperador de clausura pretenia nomenar regent l'oncle de Tadazane, Kazan-in Ietada, però a causa de l'oposició de Fujiwara no Akitaka, Tadamichi esdevingué el regent l'any següent (1121). Després d'això, Tadazane es va veure obligat a sotmetre's a arrest domiciliari a Uji durant deu anys. Va ser durant aquest període de confinament que va néixer el seu segon fill, Yorinaga. {nota 4}

## Període Toba Insei
El 1129, l'emperador Shirakawa va morir, i quan va començar el govern de clausura Toba, Tadazane va tornar al món polític, i el 1132 va rebre de nou el decret imperial de Nairan. A més, contràriament a la voluntat de l'emperador Shirakawa, el primer any de l'era Chosho (1133 ), Tadazane es va casar amb la seva pròpia filla, Issui, amb l'emperador retirat Toba, convertint-la en emperadriu en un moviment inusual { nota 5} (Issui va canviar el seu nom pel de Yasushi), i se li va donar el títol de Takayo. Potser reflexionant sobre la seva caiguda anterior, Tadazane va aprofundir la seva amistat amb la concubina favorita de l'emperador Toba, Fujiwara no Tokushi (Bifukumon'in), i el seu criat favorit, Fujiwara no Ienari, i va treballar per restaurar el poder de la família regent.
Tanmateix, mentre que Tadamichi tornava a estar a càrrec dels afers governamentals com a ministre en cap, Tadamichi també va mantenir l'orgull com a regent, encara que ara només fos de nom, i la relació entre pare i fill es va anar deteriorant gradualment. Tement que Tadamichi no tingués un fill, Tadamitsu va instar Tadamichi a adoptar Yorinaga, i el 1125, Yorinaga es va convertir en el fill adoptiu de Tadamichi. No obstant això, quan Tadamichi va tenir un fill biològic, Motozane, el 1143, Tadamichi, desitjant que els seus propis descendents heretés el càrrec de regent, va anul·lar el matrimoni amb Yorinaga [ Nota 6 ] . A més, el gener de l'any 6 de l'era Kyūan ( 1150), quan Yorinaga va fer entrar la seva filla adoptiva, Takiko, a la Cort Imperial com a emperador Konoe, Tadamichi també va fer que la seva filla adoptiva, Teishi, entrés a la Cort Imperial com a emperador per oposar-se a Yorinaga. Tadamichi va exigir que Tadamichi cedís el càrrec de regent a Yorinaga, però Tadamichi es va negar al setembre de 1150, un enfuriat Tadamichi va confiscar el palau d'Higashisanjo, la residència principal de la família regent, així com la plataforma de mercaderies vermelles, un tresor, el va despullar de la seva posició com a cap del clan i la va donar a Yorinaedga Tadam. L'any 1151, gràcies als esforços de Tadazane, Yorinaga va rebre el decret imperial de Nairan, creant la situació inusual dels dos càrrecs de regent i nairan que coexistien. Si bé Tadazane mantenia una bona relació amb l'emperador Toba, Tadamichi també tenia la confiança de Bifukumon'in, per la qual cosa l'emperador Toba esperava la reconciliació entre tots dos i va evitar prendre partit entre Tadamichi i Yorinaga. No obstant això, el 1155, l'emperador Konoe va morir sense fills, i el príncep Masahito (emperador Go-Shirakawa), que va ser recomanat per Tadamichi, va pujar al tron. {Nota 7} Aleshores, Yorinaga va ser sospitat de llançar una maledicció a l'emperador Konoe, perdre la confiança de l'emperador Toba i caure del poder sense rebre mai més un nomenament formal a la Cort Imperial. Tadazane va intentar apaivagar l'emperador mitjançant la intercessió del seu intermediari, Takayoin, però va fracassar amb la mort de Takayoin.

## Rebel·lió de Hogen
- Per a més detalls, vegeu "Rebel·lió Hogen" a la Viquipèdia japonesa.

La situació va canviar dràstic-ament quan l'emperador Toba va morir el 2 de juliol de 1156. El 5 de juliol, en resposta als rumors que "l'emperador retirat i el seu ministeri d'esquerra han decidit enviar tropes per agenollar la nació", es va convocar a Kebiishi (agents de policia) i es van prendre mesures per aturar els moviments de samurais a Kyoto (Heihanki, entrada del 5 de juliol). El 8 de juliol, el setè dia després de la mort de l'emperador del claustre, l'emperador Goshirakawa va emetre un edicte imperial (Rinji) a diverses províncies, impedint a Tadazane i Yorinaga de reunir forces militars de les seves finques. La confiscació de càrrecs oficials era un càstig per als traïdors en què els seus béns eren confiscats, el que significa que Yorinaga havia estat acusat de traïció. Tadazane i Yorinaga es van veure acorralats i no van tenir més remei que reunir un exèrcit per capgirar la situació.
Taxat de traïdor, Yorinaga es va abarrancar al Shirakawa Kitaden juntament amb l'emperador Sutoku, però va ser derrotat en un atac nocturn per les forces de l'emperador. En assabentar-se de la derrota d'en Yorinaga, Tadazane va fugir d'Uji a Nara. Yorinaga, que estava greument ferit, volia conèixer en Tadazane, però Tadazane es va negar després de molta desesperació per evitar ser implicat com a criminal per associació amb Yorinaga, i Yorinaga va morir de forma desesperada. El dia 15 va arribar una carta de Tadamichi a Nara i va ser presentada a la Cort Imperial. Tadamichi, que era el cap de facto del clan Fujiwara (Odono), gestionava una gran quantitat de terres, i si s'havien de confiscar, la fundació financera del clan Fujiwara estaria en perill d'ensorrar-se, per la qual cosa es creu que Tadamichi va demanar que el seu pare fos perdonat. Tanmateix, des del principi, Tadazane va ser nomenat al costat de Yorinaga com el cervell de la rebel·lió, i la Cort Imperial el va reconèixer com un criminal. El decret imperial del 17, adreçat als governadors provincials, ordenava la confiscació dels territoris de Tadazane i Yorinaga, i la retirada de la custòdia de persones diferents dels nobles (samurais i monjos malvats) i posant-les sota el control dels governadors provincials, mentre que el decret imperial datava el 18, dirigia a la confiscació dels territoris de Tadazane i U do-in Temple. El dia 20, Tadazane va enviar a Tadamichi una llista de més de 100 mansions que eren "originalment el territori de Tadamichi, però que Tadamichi va prendre quan va ser rebutjat" i el "territori Takayoin". Els béns del regent amb prou feines es van salvar de la confiscació passant pel procés de trasllat de Tadanari a Tadamichi. El conte del període Hogen conté una anècdota en la qual Tadamichi es va resistir ferotgement a Shinzei, que va insistir a condemnar a Tadazane. Això suggereix una lluita entre en Shinzei, que estava conspirant per debilitar el clan Fujiwara, i Tadamichi, que estava decidit a protegir els seus propis interessos.
El dia 27, es va emetre un decret imperial acusant els fills de Yorinaga (Kanetaka, Michizane, Takanaga i Norinaga), aristòcrates com Fujiwara no Norinaga i samurais com Minamoto no Tameyoshi, Taira no Tadamasa i Taira no Iehiro amb l'antic ministre retirat i l'emperador de Thea ció". A causa de la seva avançada edat i dels esforços de Tadamichi, Tadazane va evitar ser acusat d'un crim, però va ser confinat al temple Chitokuin a Rakuhoku. Com a resultat d'aquesta rebel·lió, l'organització militar de la família Sekkanke per a la gestió de mansions es va dissoldre eliminant samurais i monjos malvats dels seus càrrecs, i l'emperador va obtenir poder de decisió sobre qüestions de terra i personal, com la confiscació del territori de Yorinaga i el nomenament del cap del clan per decret imperial. Després d'haver perdut la seva independència, el poder dels regents va disminuir significativament, i el somni de restaurar la glòria dels regents lleials es va trencar (no obstant això, alguns creuen que aquestes mesures van ser mesures d'emergència adoptades perquè Yorinaga, el cap del clan Fujiwara, es va veure implicat en una rebel·lió, i que el nomenament del cap del clan Fujiwara es va convertir en un clan esdevingut imperial).
En els seus darrers anys, el net de Tadamichi, Motozane, que va esdevenir el successor de Tadamichi, el va visitar i van parlar de fets històrics (Fukago, article 189), però es diu que Tadamichi va odiar el seu pare i ni tan sols va fer un servei commemoratiu per la mort del seu pare. Potser a causa d'aquestes circumstàncies, el sisè fill de Tadamichi, Kanezane, va especular durant l'era Bun'ji que la guerra anterior (la guerra Jisho-Juei) va ser causada pels esperits venjadors dels implicats en la rebel·lió de Hogen, inclòs Tadamizu (Gyokuyo, entrada per al 18 de febrer, 12 anys), i el seu onze del seu fill Tadam' Gujikan va escriure el seu llibre Jiens el pare Tadamizu s'havia convertit en un esperit venjador després de la seva mort i els estava maleint (els descendents de Tadamichi). Es creu que els escrits de Jien reflecteixen la situació després de l'era Bunji, quan els fills de Kanezane, els germans Kujo Yoshimichi i Yoshitsune, van morir de malaltia un rere l'altre. Per aquesta raó, el fill de Ryokei, Doka, va ser el primer a fer una conferència fidel a gran escala sobre el Sutra del Lotus l'any 1231 (el tercer any de l' era Kanki) com a membre de la família regent, i això es va convertir en un fet habitual després.

## Persona
- El seu pare, Moromichi, va comentar: "És una llàstima que aquest home no estudiï" i es va lamentar de l'antipatia de Tadazane per estudiar (Chugaisho, Vol. 2, 30). Tanmateix, el mateix Tadazane sembla haver estat conscient d'això, i es diu que es va oposar als seus voltants quan va voler canviar la seva vida per avançar acadèmicament (Chūgaishō, Vol. 1, 29).[6]
- El seu net Jien, va descriure Tadazane com "un home reivindicatiu".
- Va destacar en recitar poesia i tocar el koto, i va aprendre l' instrument de Fujiwara no Munetoshi, i sovint el va interpretar a les actuacions de Kangen oyu (instrument musical tradicional japonès) El nombre de vegades que va actuar a l'oyu (actuacions d'instruments musicals tradicionals japonesos) registrada en diversos registres històrics és el segon després del del seu fill, Tadamichi.
- Posseïa l'espasa Sakanoue, que el príncep Atsumi, el ministre de cerimònies, sempre portava amb ell, però la va presentar a l'emperador Shirakawa a la seva invitació. Durant el regnat del príncep Atsumi, l'espasa mostrava un poder miraculós, essent estirada per si mateixa cada vegada que sonaven els trons, però Tadazane desconfiava i la feia treure a algú més.[7]

## Restauració del domini del regent
El territori dels Sekkanka, que s'havia expandit durant l'època de Michinaga i Yorimichi, s'havia vist reduït per la reorganització de les mansions en el període Enkyu per l'emperador Gosanjo i la divisió i transferència del territori a les successives generacions de parents.
Els béns de Yorimichi es van dividir i es van transferir a la seva dona, la princesa Takahime, el seu fill gran, Michizane (l'avi de Tadashige) i la seva filla, Kanshi (emperadriu de l'emperador Go-Reizei i mare adoptiva de Tadashige), però Tadashi els va heretar tots. A més, Tadazane va heretar els béns de la seva mare, Fujiwara no Masashi (filla de Fujiwara no Toshiie) i de la seva àvia, Minamoto no Reiko (esposa de Michizane i filla de Minamoto no Morofusa) (Documents de la família Konoe). Tadazane va combinar aquests territoris que va heretar i els va convertir en els territoris familiars indivisos dels Sekkanke, separats dels territoris Tenno-wari.
Tadazane també va ampliar les mansions individuals. Un exemple representatiu és la mansió Shimazu (província de Satsuma), que va ser desenvolupada per Taira no Suemoto i donada a la família Sekkan-ke durant el regnat de Yorimichi. Es tractava inicialment d'una petita explotació de només uns centenars d'hectàrees, però durant el regnat de Tadazane, es va adquirir una nova àrea de cultiu d'unes 1.500 hectàrees a la província d'Osumi.
Com s'ha esmentat anteriorment, fins i tot després que Tadamichi cedís el càrrec de regent a Tadamichi, Tadazane va continuar ocupant un vast territori (el "territori d'Ujidono"). Més tard, el "territori d'Ujidono" es va dividir en el "territori de Kyogokudono" donat a Tadamichi i el "territori de Takayoin" donat als seus governadors, però nomenats per la seva filla, Takayoin. {Nota 8} A més, quan va renegar de Tadamichi durant l'era Nihei, es va penedir i va donar el primer a Yorinaga (catàleg de finques de la família Konoe, "Shojo Sojo Shidai"), i va recuperar el segon després de la mort de Koyoin, de manera que Tadazane va continuar sent l'autèntic propietari. Aquesta situació va continuar fins a la Rebel·lió Hogen, quan tot el "domini Uji" va ser lliurat a Tadamichi.
Gràcies a aquests esforços, Tadazane va adquirir una gran riquesa i la seva mansió va passar a ser coneguda com Fuikaden.

## Carrera oficial
- 1088 (2n any de kanji)
  - 21 de gener: Adquireix la majoria d'edat i és nomenat al rang de Cinquè Grau Junior. Es permeten els colors prohibits.[9] {nota 9}
  - 28 de gener: Nomenat camarlenc.
  - 18 de febrer: Transferit al càrrec d'Ukon'e Gon no Shosho (general major de la Guàrdia dreta)
  - 5 de juny: Traslladat al càrrec de Tinent General de la Guàrdia Dreta
- 1089 (3r any de kanji)
  - 5 de gener: Ascendit a quart rang júnior, grau inferior, i nomenat capità mitjà de la guàrdia dreta, Nyogen
  - 11 de gener: Ascendit a Shoshii (Junior Quart rang) i esdevé Ukon'e Chujo (Chujo de la Guàrdia Dreta) Nyogen
  - 28 de gener: Simultàniament nomenat governador d'Iyo
- 5è any de kanji (1091)
  - 13 de gener: Ascendit a tercer rang junior i nomenat Ukon'e Chujo i Iyo Gonnokami Nyogen
  - 27 d'abril: Ascens a Shosanmi i esdevé Ukonoe Chujo i Iyo Gonnokami Nyogen
- 26 de gener de 1092: transferit a Gon Chunagon i nomenat Ukon'e Chujo Nyogen
- 5 de gener de 1093 (Kanji 7): ascendit a segon rang junior i nomenat Gon Chunagon i Ukon'e Chujo Nyogen
- 28 de març de 1094 (8è any de Kanji): nomenat cap d'esquerra de la Guàrdia Imperial i capità mitjà de la Guàrdia Imperial
- 15 d'abril de 1095 (Kaho 2): Ascendit a Shonii (segon rang sènior), i esdevingué Gon Chunagon (conseller mitjà provisional) i Sakonoe Taisho (cap de la guàrdia esquerra) Nyogen
- 24 de març de 1097: transferit a Gon Dainagon i Sakonoe Daisho (líder de la Guàrdia Esquerra) Nyogen
- 6 d'octubre de 1099: Proclamat cap del clan Fujiwara
- 17 de juliol de 1100: transferit al càrrec de ministre de la dreta i nomenat cap d'esquerra de la guàrdia imperial, Nyogen
- 17 d'agost de 1103: nomenat Togufu (emperador del príncep hereu)
- 25 de desembre de 1105 (2n any de Choji): Proclamat com a regent. Ministre de la dreta i príncep hereu Fu Rugen
- 1106, 3r any de l'era Changzhi (1106) 11 de març: renuncia a la seva posició com a tutor del palau oriental
- 19 de juliol de 1107 (2n any de Kasho ) : dimiteix com a régent i es proclama régent . Això vol dir que és segon en rang després de Minamoto no Toshifusa, el ministre de l'Esquerra i el primer rang junior. Per tant, no es va fer cap anunci de la tropa.
- Tenei 3r any (1112)
  - 11 de març: Ascendit al primer rang i nomenat com a regent i ministre de la dreta, Nyogen. Uneix-te a la comparsa
  - 18 de novembre: Dimiteix com a ministre de la dreta
  - 14 de desembre: nomenat primer ministre. Regent Ruyuan
- Tenei 4t any (1113)
  - 14 d'abril: Dimiteix com a primer ministre
  - 26 de desembre: s'acaba el régent i esdevé canceller
- 12 de novembre de 1120: La inspecció s'atura.
- 1121 (Segon any de l'era Hoan)
  - 17 de gener: Inspecció
  - 22 de gener: Dimiteix com a regent
- Tensho 2 (1132)
  - 14 de gener: Un altre avançament
  - 18 de juliol: Sortida de la previsualització
- 1140 (6è any de Hōen)
  - 5 de juny: Proclamat Tercer Príncep Júnior
  - 2 d'octubre: es fa monjo. El seu nom budista és Enric.
- 18 de juny de 1162 (2n any de l'era d'Oho): Morí. Va morir als 85 anys

## Genealogia
- Pare: Fujiwara no Michimichi
- Mare: Fujiwara no Masashi - filla de Fujiwara no Toshiie
- Esposa: Minamoto Tomoko - filla de Minamoto Toshifusa
  - Un fill i dues filles: tots van morir joves
- Esposa: Minamoto Shishi - Filla de Minamoto Akifusa
  - Tercera filla: Fujiwara Yasuko (Koyoin) (1095-1155) - Emperadriu de l'emperador Toba
  - Segon fill: Fujiwara Tadamichi (1097-1164)
- Concubina: Filla de Fujiwara no Morizane
  - Tercer fill: Fujiwara no Yorinaga (1120-1156)
- Concubina: Harima (origen desconegut)
  - Concubina: 况 (Selecció de la família Mikoshi) - Esposa de Takanashi Motoaki
- Dona: (?-1142)[10]
- Concubina: Emperadriu Shinano (orígens desconeguts)
  - Dona: Onakadono (?-1149)[11]

## Títols relacionats
Drama televisiu

- "The New Tale of the Heike" (1972, drama de la NHK Taiga, interpretat per Masayuki Mori)
- " Taira no Kiyomori" (1992, TBS, interpretat per Ennosuke Katsube)
- " Taira no Kiyomori" (2012, drama de la NHK Taiga, interpretat per Jun Kunimura)